# EDB Business Partner
EDB Business Partner, conosciuta con il marchio EDB, è un'azienda norvegese di information technology che fornisce una vasta gamma di servizi legati all'informatica, all'outsourcing ed all'online banking. La sede legale è ad Oslo e l'azienda è quotata alla Borsa di Oslo. La Telenor ne detiene il 51.3%. EDB detiene a sua volta alcune controllate in Svezia ed in Danimarca, e recentemente è diventata la maggior azionista di Miratech e di Infopulse, aziende IT ucraine.

## Controversie
L'azienda ha avuto eco di cronaca sui principali organi di stampa in Svezia nel mese di marzo 2009, quando un consulente assunto tramite un'agenzia di recruitment venne licenziato a causa di aver espresso opinioni politiche (al di fuori dell'ambiente di lavoro) nel contesto del Pirate Party. Tale evento includeva un'intervista organizzata dal quotidiano Nerikes Allehanda.